# Prix littéraires 1942
 (signalé en juillet 2025).
Si vous disposez d'ouvrages ou d'articles de référence ou si vous connaissez des sites web de qualité traitant du thème abordé ici, merci de compléter l'article en donnant les références utiles à sa vérifiabilité et en les liant à la section « Notes et références ».
- Archive Wikiwix
- Bing
- Cairn
- DuckDuckGo
- E. Universalis
- Gallica
- Google
- G. Books
- G. News
- G. Scholar
- Persée
- Qwant
- (zh) Baidu
- (ru) Yandex

Liste des prix littéraires décernés au cours de l'année 1942 :

## Prix internationaux
- Prix Nobel de littérature : non décerné

## Allemagne
- Prix Georg-Büchner : non décerné

## Belgique
- Prix Victor-Rossel : non décerné

## Canada
- Prix littéraires du Gouverneur général 1942 :
  - Romans et nouvelles de langue anglaise : G. Herbert Sallans pour Little Man.
  - Poésie ou théâtre de langue anglaise : Earle Birney pour David and Other Poems.
  - Études et essais de langue anglaise :  Bruce Hutchison pour The Unknown Country et Edgar McInnes pour The Unguarded Frontier.

## Chili
- Prix national de littérature : Augusto d'Halmar (es) (1882-1950), romancier et conteur ;

## Espagne
- Prix national de littérature narrative : non décerné
- Prix national de poésie : Prix non décerné

## États-Unis
- Prix Pulitzer :
  - Catégorie « Fiction » :
  - Catégorie « Biographie et Autobiographie » :
  - Catégorie « Histoire » :
  - Catégorie « Poésie » :
  - Catégorie « Théâtre » :

## Finlande
- Prix Aleksis-Kivi : Aino Kallas
- Prix Kalevi-Jäntti : Tatu Vaaskivi pour Yksinvaltias
- Prix national de littérature : Ragnar Ekelund pour Ljust i mörkt, Helvi Hämäläinen, pour Säädyllinen murhenäytelmä I–II
- Prix Tollander : Bertel Gripenberg

## France
- Prix Goncourt : Marc Bernard pour Pareils à des enfants (Gallimard)
- Prix Renaudot : Robert Gaillard pour Les Liens de chaîne (Colbert)
- Prix Femina : Prix non décerné
- Prix Interallié : Prix non décerné
- Grand prix du roman de l'Académie française : Jean Blanzat pour L'Orage du matin (Grasset)
- Prix des Deux Magots : Olivier Séchan pour Les corps ont soif (Jean Renard)
- Prix du roman populiste : Louis Guilloux pour Le Pain des rêves

## Italie
- Prix Bagutta : Prix non décerné
- Prix Viareggio : Prix non décerné

## Royaume-Uni
- Prix James Tait Black :
  - Fiction : Arthur Waley, pour la traduction de Monkey de Wu Cheng'en
  - Biographie : Lord Ponsonby of Shulbrede pour Henry Ponsonby: Queen Victoria's Private Secretary
- Prix John-Llewellyn-Rhys : Sunk by a Mine de Michael Richey
- Médaille Carnegie : BB (D. J. Watkins-Pitchford) pour The Little Grey Men (Eyre & Spottiswoode)
- Prix Rose-Mary-Crawshay : Sybil Rosenfeld pour Strolling Players and Drama in the Provinces, 1660-1765.